# 여 (드라마)
《여》는 1995년 9월 4일부터 10월 24일까지 방영된 MBC 월화 미니시리즈로, 《거미》 후속으로 방영되었다.
한편, 방송위원회로부터 여러 차례 경고를 받았다.

## 출연진
- 김혜자 : 송민숙 역
- 신은경 : 김용설/서금옥 역
- 최불암 : 박성혁 역
- 정찬 : 성혁의 외아들, 박기수 역
- 김동주 : 용설(금옥)의 친엄마, 김순임 역
- 배영옥 : 용설(금옥)의 이모, 김영임 역
- 이민영 : 용설(금옥)의 친동생, 서금순 역
- 이희도 : 달식 역
- 한인수 : 민숙의 전남편, 김도훈 역
- 박주아
- 김을동 : 금순네 집주인(금순과 금옥이 어린시절 살던 집의 주인 할머니)
- 김형자 : 민숙의 친구, 옥자 역
- 남윤정 : 민숙의 친구, 희영 역
- 정명환
- 양금석 : 미스 윤 역
- 박찬환 : 용설(금옥)의 친아버지, 서윤호 역